# La Complainte de l'heure de pointe
 (janvier 2017).
Si vous disposez d'ouvrages ou d'articles de référence ou si vous connaissez des sites web de qualité traitant du thème abordé ici, merci de compléter l'article en donnant les références utiles à sa vérifiabilité et en les liant à la section « Notes et références ».
Singles de Joe Dassin
Taka takata (La Femme du toréro)
(1972) S'aimer sous la pluie
(1973)
La Complainte de l'heure de pointe est une chanson de Joe Dassin sortie en 1972, qui évoque les embouteillages à Paris, sur des paroles de Claude Lemesle et Richelle Dassin, une musique de Chris Juwens et Léon Deane.
La chanson est surtout connue par le début de son refrain « Dans Paris à vélo, on dépasse les autos », souvent entonné comme une rengaine dans les manifestations de cyclistes dans les années 1970 et 1990. Elle s'est écoulée à près de 300 000 exemplaires en France.
La chanson cite plusieurs lieux de Paris : place des Fêtes, place de Clichy, place de la Bastille, place de la République, place de l'Opéra, place Cambronne, gare d'Austerlitz.

## Classements
| Classement (1975) | Meilleure position |
| ----------------- | ------------------ |
| France            | 4                  |